# جزم وردي
جزم وردي الحاجب أو تُنْجِيّ وَرْدِيّ (الاسم العلمي: Carpodacus rodochroa) (بالإنجليزية: Pink-browed Rosefinch)‏ هو نوع من الطيور يتبع جنس الجزم من فصيلة الشرشوريات.